# نظریه کپی قاتل

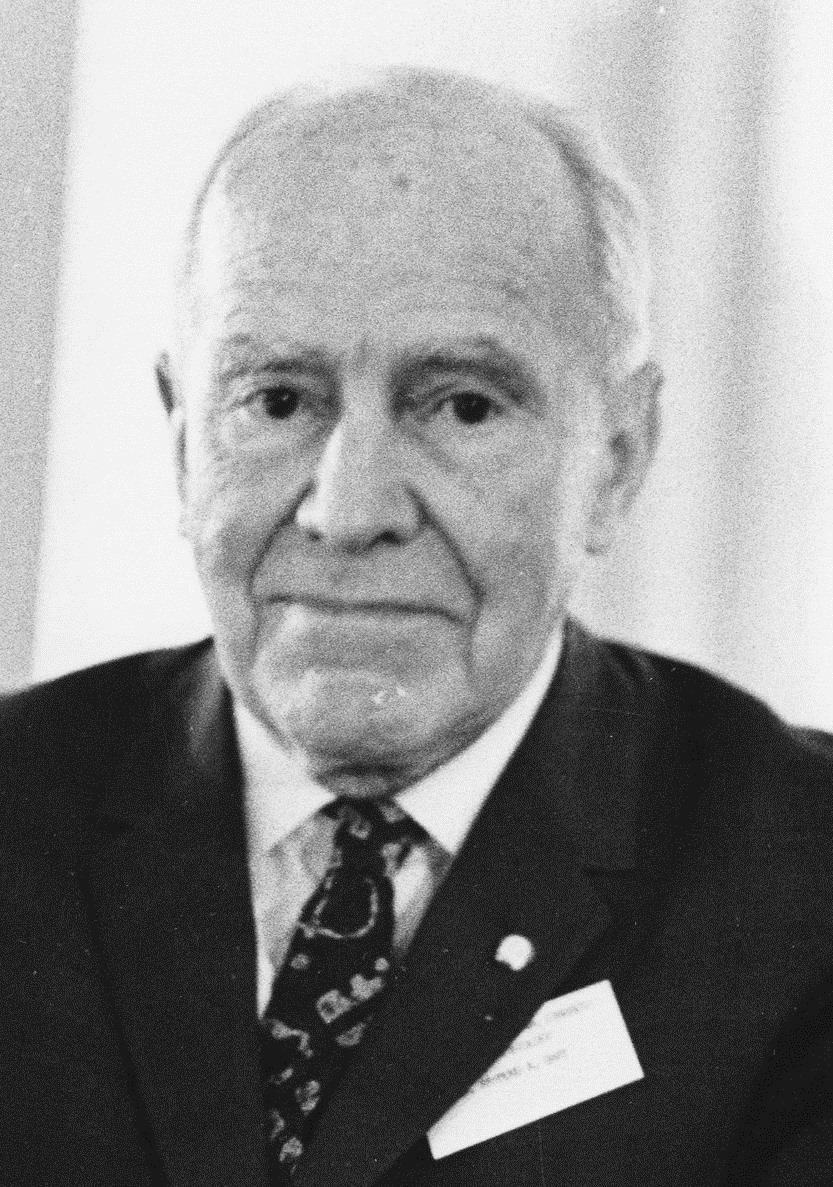
ریموند دارت

نظریه کَپی قاتل (به انگلیسی: Killer ape theory) یا فرضیه کَپی قاتل (به انگلیسی: Killer ape hypothesis) نظریه‌ای است که بیان می‌کند جنگ و پرخاشگری عامل اصلی تکامل انسان بوده‌است. این نظریه ابتدا بدست ریموند دارت در دهه ۱۹۵۰ مطرح شد و بعدها بدست روبرت آردری در پیدایش آفریقایی گسترش داده شد.
به گفته این نظریه، اجداد انسان‌های امروزین به خاطر پرخاشگری زیاد خود از دیگر نخستی‌سانان متمایز بودند و همین پرخاشگری در غریزه‌های انسان امروزی باقی مانده‌است.
این نظریه به این دلیل که خشونت را بخشی پایه‌ای از روان‌شناسی انسان‌ها می‌داند بدنام شده‌است. فرضیه شکار را غالباً با این نظریه مرتبط می‌دانند چون هم شباهت‌هایی دارند و هم اینکه روبرت آردری در توسعه هر دو دست داشته‌است.

## تعریف
منظور از «کَپی قاتل» یک نمونه بسیار پرخاشگر از کَپی نیست بلکه این اصطلاح به آنالیز باستان‌شناختی پرخاشگری در انسان‌ها مربوط است و به موشکافی رفتارهای بشر همچون دفاع از سرزمین خود یا حتی قتل در اجداد بشر می‌پردازد؛ بنابراین، کَپی قاتل گونه‌ای بسیار پرخاشگر بوده‌است که توانسته خود را بر پایه پرخاشگری‌اش متمایز کند.
ریموند دارت، پایه‌گذار این نظریه، در مقاله تخصصی‌اش با نام «انتقال شکارچی از کَپی به انسان» در سال ۱۹۵۳ به این مسئله پرداخته‌است.